# Fox Sports 1
Fox Sports 1 est une chaîne de télévision sportive américaine disponible sur le câble et le satellite. Propriété de Fox Sports, elle est lancée le 17 août 2013, en remplacement de la chaîne de télévision Speed, en même temps que la chaîne Fox Sports 2 qui remplace Fuel TV.